# Irena Lunskienė
Irena Lunskienė (* 1955 in Kazlų Rūda) ist eine litauische sozialdemokratische Politikerin, Bürgermeisterin der Gemeinde Marijampolė.

## Leben
Nach dem Abitur 1973 an der Mittelschule Kazlų Rūda absolvierte Irena 1981 das Diplomstudium als Lehrerin der Geschichte und Gesellschaftswissenschaft an der Staatlichen Vincas-Kapsukas-Universität in Vilnius und 2000 das Masterstudium der Verwaltung an der Technischen Universität in Kaunas.
1973–1982 arbeitete sie bei Vilniaus miesto statybos projektavimo institutas.
1982 lehrte sie an der Schule Želsva.
1984–2000 arbeitete sie im Agrarunternehmen žemės ūkio bendrovė von Želsvelė. Ab 2000 war sie Kommunalbeamte und Leiterin von Amtsbezirk Liudvinavas bei Marijampolė.
Ab 1990 war sie Mitglied der Lietuvos demokratinė darbo partija, ab 2001 Lietuvos socialdemokratų partija. Von 2015 bis 2017 war sie  Vizebürgermeisterin und seit 2017 ist sie   Bürgermeisterin der Gemeinde Marijampolė.
Lunskienė lebt im Dorf Želsva.

## Familie
1978 heiratete Irena den Architekten Rimvydas Lunskus (* 1952). Lunskienė ist seit 1997 geschieden. Ihr Sohn Mantas Lunskus (* 1979) arbeitet in Marijampolė als Security-Mitarbeiter. Die Tochter Monika Lunskutė (* 1987) ist Absolventin der Philologie der englischen Sprache am Marijampolės kolegija und des Wirtschaftsrechts an der Vilniaus verslo teisės akademija in Vilnius.